# Mhamba
Mhamba è una circoscrizione rurale (rural ward) della Tanzania situata nel distretto di Muheza, regione di Tanga. Conta una popolazione di 3 391 abitanti (censimento 2012).